# Jiří Mazoch
Jiří Mazoch (* 2. Januar 1990 in Čeladná) ist ein ehemaliger tschechischer Skispringer. Er ist der jüngere Bruder des Skispringers Jan Mazoch und Enkel des Skisprung-Olympiasiegers Jiří Raška.

## Werdegang
Mazoch nahm an den Junioren-Weltmeisterschaften 2005, 2006 und 2007 teil. Seine besten Ergebnisse erreichte er mit der Mannschaft als Fünfter in Rovaniemi 2005 und Siebenter in Tarvisio 2007, bestes Einzelergebnis war ein 15. Platz in Kranj.
Im Skisprung-Weltcup konnte sich Jiří Mazoch am 8. Februar 2008 erstmals für einen Wettkampf qualifizieren. Bei seinem Heimspringen in Liberec erreichte er mit dem 29. Platz seine einzigen Weltcuppunkte. Mit den gewonnenen zwei Weltcup-Punkten beendete er die Saison 2007/08 auf dem 82. Platz in der Weltcup-Gesamtwertung. In der folgenden Saison startete er erneut fest im Skisprung-Continental-Cup. Sein bestes Continental-Cup-Ergebnis ersprang er sich mit dem fünften Platz am 26. Februar 2012 im polnischen Wisła.

## Erfolge

### Weltcup-Platzierungen
| Saison  | Platz | Punkte |
| ------- | ----- | ------ |
| 2007/08 | 82.   | 2      |